# 아카바네 켄지
아카바네 켄지(赤羽根健治, 1984년 10월 31일 ~ )는 아오니 프로덕션 소속의 일본의 남자 성우이다.

## 출연
굵은글씨는 메인 캐릭터.

### TV 애니메이션
2006년
- 격부술사 요역문（플레이어1)

2008년
- 수호캐릭터! 두근 (학생)
- 스킵 비트!（경비원, 다루마야단골, 스탭)
- 일벌레마이스터 햄스터즈 (야채2)
- 쿠로즈카 ~KUROZUKA~ (토비)

2009년
- 게게게의 키타로（제5작） (猛霊八惨, 공사업자)
- 구인사가 (셈족, 몽골병사)
- 동쪽의 에덴 (AKX20000)
- 드래곤볼 改  (부하, 프리저의 부하)
- 원피스 (날치라이더, 해병, 병사, 남자, 죄인, 섬 주민, 오레나미, 부하, 간수 옥졸, 손님, 외)
- 쥬로링 동물탐정 (팬더셰셰)
- 진 마징가 충격! Z편 - (카부토 코우지)
- 첫사랑 한정（남성손님2)
- 카나메모（대원)
- 케로로 중사（통행인)
- 퀸즈 블레이드 유랑의 전사（관객3)
- 다이쇼 야구 소녀（이자와)
- 파꽃의 아사타로（下引き, 꼬봉(부하))
- DARKER THAN BLACK ~유성의 쌍둥이~ - （연구원, 소년1)

2010년
- 괴담 레스토랑 （악마, 남학생)
- 댄스 인 더 뱀파이어 번드 （신바)
- 드래곤볼 改（남자, 병사)
- 디지몬 크로스워즈 （팀메이트, 메라몬병사1, 이빌몬1, 스코피오몬1, 메탈마메몬B)
- 메탈파이트 베이블레이드 폭 （악당1)
- 박앵귀 벽혈록（병사)
- 세키레이 ~Pure Engagement~ (아시카비2)
- 소녀요괴 자쿠로 (남자)
- 오오카미 씨와 7명의 동료들 (오오지 아키히로)
- 쥬얼펫 트윙클☆ (레온)
- 침략! 오징어소녀 (남자1)
- 크게 휘두르며 ~여름대회편~  (다나카 미츠테루)
- 토가이누의 피 (경찰관)
- Angel Beats! ANOTHER EPIROGUE (남자1)
- FORTUNE ARTERIAL 붉은약속 (남자, 연극부원)
- STAR DRIVER 빛의 타쿠토（다이 타카시 / 뱅커

2011년
- 그날 본 꽃의 이름을 우리는 아직 모른다 (남학생, 남자2)
- 꿈을 먹는 메리（YOKATO)
- 드래곤볼 改 （남성시민, 남성2)
- 디지몬 크로스워즈（가부키몬, 토루프몬1, 경찰관)
- 디지몬 크로스워즈 악의 데스제네럴과 7왕국（츄츄몬, 하니비몬, 이빌몬A, 메탈티라노몬, 아노마로카리몬, 아스피몬)
- 바쿠간 배틀브롤러즈 건달리안인베이더즈 - 코우지)
- 비탄의 아리아（남학생3, 아나운스)
- 세이크리드 세븐 （학생3)
- 진삼국무쌍 시리즈 (하후패)
- 카드파이트!! 뱅가드 (미츠사다 켄지)
- 쾌도천사 트윈엔젤 ~큥큥☆두근두근 파라다이스!!~ (경비원3)
- 하느님의 메모장 (조원2)
- GOSICK (군인, 서기)
- THE IDOLM@STER (프로듀서)
- 슈퍼 전대 배틀 레인저 크로스 - (고온레드)

2012년
- 소드 아트 온라인 (테츠오)
- 아쿠에리온 EVOL (남자, 남자 오퍼레이터)
- 얀데레 헤븐black남자기숙사편 (히메노 요미요시)
- 오다 노부나의 야망 (아메노모리 야효에)
- 우주전함 야마토 2199 (난부 야스오)
- 전희절창 심포기어 (후지타카 사쿠야)
- 제로의 사역마 F (신관2)
- 환상수호전 이어지는 백년의 시간 (그와이니, 네오스)

2013년
- 안경부! (소마 아키라)
- 에스카와 로지의 아틀리에 (어윈)
- 전희절창 심포기어 G (후지타카 사쿠야)
- 카오스 히어로즈 온라인 (아키로, 리키안)

2014년
- 금색의 코르다 feat.시세이칸 (테루베 카즈토시)
- 미소녀 전사 세일러 문 Crystal (키노 마코토가 좋아했던 선배)
- 세인트 세이야 Legend of Sancuary (드래곤 시류)
- 아오하라이드 (우치미야)
- 오레카 배틀 & 드래곤 콜렉션 (대지의 기사 록)
- 테라포마스 (이완 페레펠키나)
- 아이돌 마스터 극장판 빛의 저편으로 (프로듀서)

2015년
- 마법소녀 리리컬 나노하 ViVid (인터미들 실황)
- 월드 트리거 (에르가테스 주민)
- 이케맨 전국 (사루토비 사스케)
- 전희절창 심포기어 GX (후지타카 사쿠야)
- 트리아지 X (미카미 아라시)
- 펀치라인 (파인(구리코)

2016년
- 삼자삼엽 (야마지 미츠구)
- 테라포마스 리벤지 (이완 페레펠키나)
- 마장학원 H×H (히다 키즈나)
- 블러디 보레스 (미 류(이류)
- 액티브 레이드 (기동강습실 제8계- 파라포네라)
- ReLIFE - (카미오카 젠)

2017년
- 카도: The Right Answer - (아사노 슈헤이)
- 전희절창 심포기어 AXZ (후지타카 사쿠야)
- 첫 갸루 - 이시다 케이고)
- 술은 부부가 된 후에 (시라이시 마사키)
- 왕 게임 - (토요다 히데키)
- 시간의 지배자 (브레이즈)
- 이케맨 전국◆시간은 걸리지만 사랑은 시작되지 않는다 (사루토비 사스케)
- 바티칸 기적 조사관 (타바니노)
- 공계의 린네 (카자미 슈)

2018년
- 팝팀에픽 (삽입곡&엔딩 1 - 포푸코)
- 오타쿠에게 사랑은 어려워 (이치죠 요시키)
- 해피 슈가 라이프 (경관)
- 게게게의 키타로 (제6작) (유스케)
- 카쿠리요의 여관밥 (미츠나리)

2019년
- 전희절창 심포기어 XV (후지타카 사쿠야)

2020년
- 신 사쿠라 대전 (발레리 카민스키)
- 우자키 양은 놀고 싶어! (사쿠라이 신이치)
- BORUTO-보루토-NARUTO NEXT GENERATIONS (요루가)

2021년
- 세계 최고의 암살자, 이세계 귀족으로 전생하다 (루그 투아하데)
- 코미 양은 커뮤증입니다 (치아라이 시게오)

### 극장판 애니메이션
2009년
- 붓다재림
- ONE PIECE FILM STRONG WORLD

2011년
- 테즈카 오사무의 붓다 -붉은 사막이여! 아름답게-

2012년
- 세이크리드 세븐 은월의 날개  (연구원)
- 스트라이크 위치즈 극장판
- ONE PIECE FILM Z

2013년
- 극장판 그날 본 꽃의 이름을 우리는 아직 모른다。（작업원2）
- 드래곤볼Z 신의신

2014년
- THE IDOLM @STER MOVIE 빛의 저편으로! (프로듀서)
- 우주전함 야마토 2199: 별을 도는 방주
- 카드파이트!! 뱅가드 네온 메사이어 (미츠사다 켄지)

### OVA
- 어떤 과학의 초전자포(2010년, 안티스킬)
- 드래곤볼 초사이아인 멸종 계획 (2010년, 원숭이)
- 최유기 외전(2011년)
- 전장의 발큐리아 3 누구를 위한 총창 (2011년, 안나의 아빠, 대장)
- 우주전함 야마토 2202 사랑의 전사들 (2017년, 난부 야스오) ※ODS 작품
- 첫 걸(2017년, 이시다 케이고) - 코믹스 제5권 BD 포함 한정판

### 특촬물
- 마진전대 키라메이저 - (2020년, 마진 마하)